# Eversmile, New Jersey
Eversmile, New Jersey, también conocida como Eterna sonrisa de Nueva Jersey, es una película argentina-británica de comedia dramática de 1989 dirigida por Carlos Sorín y protagonizada por Daniel Day-Lewis y Mirjana Joković. Fue escrita por Sorín, Jorge Goldenberg y Roberto Scheuer. Se estrenó el 11 de septiembre de 1989 en el Festival de Cine de Toronto, en Canadá.

## Argumento resumido
Fergus O'Connell es un dentista itinerante de origen irlandés y proveniente de New Jersey (Estados Unidos), quien ofrece sus servicios sin costo alguno para la población rural de la Patagonia, en Argentina. O'Connell puede permitirse esto debido al patrocinio supuestamente «sin compromiso» de una fundación de "concientización dental". Mientras se está reparando su moto en un garage, O'Connell conoce y se enamora de Estela (Mirjana Joković), la hija del mecánico, quien también se enamora de él. Ambos amantes tienen compromisos previos: él está casado, y ella comprometida. Sin embargo, se van juntos de todos modos por la ruta. Después de una serie de aventuras surrealistas, O'Connell descubre que hay una etiqueta de precio subliminal «pegada» a sus altruistas servicios gratuitos, lo cual lo hunde en una depresión. Sin embargo, Fergus decide continuar con su trabajo de prevención de las caries y de educación en salud dental, al mismo tiempo que se libera de cualquier tipo de patrocinio e intromisión empresarial. Fergus toma su moto y vuelve a proponerle a Estela que lo acompañe. Luego de dudar por un momento Estela acepta y ambos parten, viajando de nuevo por las rutas.

## Reparto
- Daniel Day-Lewis como el Dr. Fergus O'Connell, odontólogo
- Mirjana Joković como Estela
- Gabriela Acher como Celeste
- Julio De Grazia como Doctor Ulises Calvo, dentista de la Patagonia
- Ignacio Quirós como el Jefe
- Miguel Ligero como el hermano Félix
- Ana Maria Giunta como Señora del pueblo
- Boy Olmi como Locutor de radio
- Eduardo D'Angelo como Gerente
- Alberto Benegas como Comisario
- Roberto Catarineu como López
- Miguel Dedovich como el hermano Conrad
- José María Rivara como Mafioso
- Alejandro Escudero como el hermano Segundo.
- Rubén Patagonia como Mayordomo.
- Vando Villamil como Mafioso.
- Omar Tiberti como Gentile, el padre de Estela.

## Premios
- 1989: premio San Sebastián a la mejor actriz: Mirjana Jokovic, en el Festival Internacional de Cine de San Sebastián.